# Пханмунджомская декларация
Пханмунджомская декларация о мире, процветании и объединении Корейского полуострова (кор. 한반도의 평화와 번영, 통일을 위한 판문점 선언?, 韓半島의 平和와 繁榮, 統一을 爲한 板門店 宣言?) была принята 27 апреля 2018 года Верховным лидером КНДР Ким Чен Ыном и президентом Республики Корея Мун Чжэ Ином в ходе межкорейского саммита 2018 года в Доме мира на южнокорейской стороне Объединённой зоны безопасности.
Согласно декларации, правительства Южной Кореи (Республика Корея) и Северной Кореи (Корейская Народно-Демократическая Республика) договорились о сотрудничестве в официальном завершении Корейской войны и корейского конфликта, начале новой эры мира и взаимных обязательствах по преодолению разделений и конфронтации путём продвижения к новой эре национального примирения, мира, объединения и процветания, а также улучшения межкорейской коммуникации и отношений.
В этой декларации утверждается, что обе стороны будут «активно стремиться заручиться поддержкой и сотрудничеством международного сообщества для денуклеаризации Корейского полуострова». Декларация была представлена в Генеральную Ассамблею ООН 6 сентября 2018 года.
После выборов в 2022 году, которые привели к власти президента-консерватора Юн Сок Ёля, действие соглашения 2018 года с РК было приостановлено КНДР 23 ноября 2023 года, сославшись на эскалацию военных провокаций и планы размещения вооруженных сил вдоль военно-демаркационной линии. Южная Корея, в свою очередь, приостановила действие декларации 4 июня 2024 года.

## Краткое содержание
В этот важный период исторических преобразований на Корейском полуострове, отражающий неизменное стремление корейского народа к миру, процветанию и объединению, президент Республики Корея Мун Чжэ Ин и председатель Государственного совета Корейской Народно-Демократической Республики Ким Чен Ын провели межкорейский саммит в Доме мира в Пханмунджоме 27 апреля 2018 года
Два лидера торжественно заявили перед 80-миллионным корейским народом и всем миром, что в Корее больше не будет войны и что началась новая эра мира.
1. Содействовать общему процветанию и воссоединению Кореи посредством кардинального улучшения и развития межкорейских отношений.
- Продолжать переговоры на высоком рабочем уровне для полной реализации соглашения
- Создание Межкорейского отделения связи[англ.] в Кэсоне для Южной и Северной Кореи
- Многостороннее сотрудничество и обмен
- Переговоры межкорейского Красного креста и воссоединение разлученных семей 15 августа 2018 года
- Строительство и модернизация дорог с использованием железных дорог Тонхэисон[англ.] и Кёнъисон

2. Устранение военной напряжённости и существенное снижение риска войны
- Прекратить все враждебные действия
- Создан как зона мира в западной части западного побережья
- Установление мер взаимной военной гарантии посредством переговоров на высоком военном уровне

3. Установление постоянного и мирного режима на Корейском полуострове
- Нерушимое соглашение
- Поэтапное разоружение
- В 2018 году, в честь 65-й годовщины Корейского соглашения о перемирии, Южная и Северная Корея тесно сотрудничают с США и Китаем, чтобы заключить мирный договор на Корейском полуострове после окончания Корейской войны 1953 года.
- Завершить полную денуклеаризацию Корейского полуострова

Два лидера договорились в ходе регулярных встреч и прямых телефонных переговоров проводить частые и откровенные обсуждения жизненно важных для нации вопросов, укреплять взаимное доверие и совместно стремиться к дальнейшему развитию межкорейских отношений, а также к миру, процветанию и объединению Корейского полуострова.
В связи с этим президент Мун Чжэ Ин согласился посетить Пхеньян осенью 2018 года.